# Nederlandse gemeenteraadsverkiezingen 1946
De Nederlandse gemeenteraadsverkiezingen 1946 waren verkiezingen voor alle gemeenteraden in Nederland. Zij werden gehouden op 26 juli 1946.
De verkiezingen waren noodzakelijk geworden vanwege de ontbinding van alle gemeenteraden omdat hun zittingstermijn verlopen was.

## Opkomst
| 1946             | # stemmen | %     |
| ---------------- | --------- | ----- |
| Kiesgerechtigden | 5.243.810 |       |
| Geldige stemmen  | 4.463.917 | 85,13 |

## Landelijke uitslagen
| Naam partij                     | # stemmen | % stemmen |
| ------------------------------- | --------- | --------- |
| overige partijen en combinaties | 933.184   | 20,91     |
| PvdA                            | 1.147.049 | 25,70     |
| KVP                             | 958.264   | 21,47     |
| CPN                             | 481.133   | 10,78     |
| ARP                             | 359.374   | 8,05      |
| CHU                             | 286.436   | 6,42      |
| PvdV                            | 242.839   | 5,44      |
| SGP                             | 55.638    | 1,25      |